# راب نیلسون
راب نیلسون (انگلیسی: Rob Nilsson؛ زادهٔ ۲۹ اکتبر ۱۹۳۹) یک کارگردان، و هنرپیشه اهل ایالات متحده آمریکا است. از فیلم‌های او می‌توان به نور شمالی اشاره کرد.